# Diocesi di Wamba
La diocesi di Wamba (in latino Dioecesis Vambaënsis) è una sede della Chiesa cattolica nella Repubblica Democratica del Congo suffraganea dell'arcidiocesi di Kisangani. Nel 2022 contava 335.676 battezzati su 968.468 abitanti. La sede è vacante, in attesa che il vescovo eletto Emmanuel Ngona Ngotsi, M.Afr., ne prenda possesso.

## Territorio
La diocesi comprende porzioni di territorio nelle province dell'Alto Uele, dell'Ituri e di Tshopo nella Repubblica Democratica del Congo.
Sede vescovile è la città di Wamba, dove si trova la cattedrale di San Giuseppe.
Il territorio è suddiviso in 25 parrocchie.

## Storia
Il vicariato apostolico di Wamba fu eretto il 10 marzo 1949 con la bolla Evangelizationis inter infideles di papa Pio XII, ricavandone il territorio dal vicariato apostolico di Stanleyville (oggi arcidiocesi di Kisangani).
Il 10 novembre 1959 il vicariato apostolico è stato elevato a diocesi con la bolla Cum parvulum di papa Giovanni XXIII.
Il primo vicario apostolico, Joseph-Pierre-Albert Wittebols, fu ucciso insieme ad altri 250 bianchi, in maggioranza belgi, durante la Rivolta dei Simba.

## Cronotassi dei vescovi
Si omettono i periodi di sede vacante non superiori ai 2 anni o non storicamente accertati.
- Joseph-Pierre-Albert Wittebols, S.C.I. † (10 marzo 1949 - 26 novembre 1964 deceduto)
  - Sede vacante (1964-1968)
- Gustave Olombe Atelumbu Musilamu † (5 settembre 1968 - 11 giugno 1990 dimesso)
- Charles Kambale Mbogha, A.A. † (11 giugno 1990 - 6 dicembre 1995 nominato vescovo di Isiro-Niangara)
- Janvier Kataka Luvete (8 novembre 1996 - 17 gennaio 2024 ritirato)
- Emmanuel Ngona Ngotsi, M.Afr., dal 17 gennaio 2024
  - Sosthène Ayikuli Udjuwa,[1] dal 3 agosto 2024 (amministratore apostolico)[4][5]

## Statistiche
La diocesi nel 2022 su una popolazione di 968.468 persone contava 335.676 battezzati, corrispondenti al 34,7% del totale.
| anno | popolazione | popolazione | popolazione | presbiteri | presbiteri | presbiteri | presbiteri                | diaconi | religiosi | religiosi | parrocchie |
| anno | battezzati  | totale      | %           | numero     | secolari   | regolari   | battezzati per presbitero | diaconi | uomini    | donne     | parrocchie |
| ---- | ----------- | ----------- | ----------- | ---------- | ---------- | ---------- | ------------------------- | ------- | --------- | --------- | ---------- |
| 1950 | 19.223      | 210.650     | 9,1         | 17         | 1          | 16         | 1.130                     |         |           | 24        | 7          |
| 1969 | 59.980      | 257.350     | 23,3        | 29         | 17         | 12         | 2.068                     |         | 16        | 14        | 10         |
| 1980 | 80.300      | 370.000     | 21,7        | 32         | 10         | 22         | 2.509                     |         | 29        | 35        | 16         |
| 1990 | 130.648     | 623.906     | 20,9        | 39         | 18         | 21         | 3.349                     |         | 33        | 51        | 24         |
| 1997 | 150.894     | 494.428     | 30,5        | 52         | 26         | 26         | 2.901                     |         | 37        | 53        | 17         |
| 2002 | 177.161     | 527.895     | 33,6        | 48         | 28         | 20         | 3.690                     |         | 32        | 58        | 17         |
| 2003 | 171.231     | 509.012     | 33,6        | 47         | 26         | 21         | 3.643                     |         | 36        | 51        | 17         |
| 2004 | 171.230     | 512.213     | 33,4        | 38         | 21         | 17         | 4.506                     |         | 29        | 46        | 18         |
| 2010 | 196.000     | 644.000     | 30,4        | 44         | 26         | 18         | 4.454                     |         | 28        | 41        | 19         |
| 2014 | 174.279     | 577.801     | 30,2        | 47         | 32         | 15         | 3.708                     |         | 19        | 43        | 19         |
| 2017 | 181.340     | 629.110     | 28,8        | 53         | 35         | 18         | 3.421                     |         | 20        | 40        | 19         |
| 2020 | 247.230     | 996.120     | 24,8        | 52         | 34         | 18         | 4.754                     |         | 24        | 33        | 24         |
| 2022 | 335.676     | 968.468     | 34,7        | 58         | 36         | 22         | 5.787                     |         | 25        | 53        | 25         |